# Tour della nazionale maschile di rugby a 15 del Canada 2006
Dopo i mondiali di rugby del 2003 (eliminata alla prima fase), la nazionale canadese di rugby union si reca in tour varie volte.
Tour in Europa nel 2006, con due pesantissime sconfitte senza appello.
Il Galles è reduce da una vittoria contro i Pacific Islanders e un pareggio contro l'Australia. Dunque una sfida senza storia e una sconfitta prevista.
Contro l'Italia il Canada regge un tempo contro un'Italia distratta e stanca che si ricorda del proprio valore solo nel secondo tempo.
| Cardiff 17 novembre 2006 | Galles | 61 – 26 | Canada | Millennium Stadium |

| Fontanafredda 25 novembre 2006 | Italia | 41 – 6 | Canada |  |